# 演橋站
演橋站（越南语：／*/?）位於越南首都河內市南慈廉郡演橋坊，是河內都市鐵路3號線的一個車站， 2024年8月8日開業。這個車站名稱來自橫跨銳江的橋樑的名稱。

## 鄰近地點
- 河內慧靜醫藥短期大學

## 外部連結
- 演橋站（河內都市鐵路的官方網站） （页面存档备份，存于）